# Comuna Homorod, Brașov
Homorod (în germană: Hamruden, în maghiară: Homoród) este o comună în județul Brașov, Transilvania, România, formată din satele Homorod (reședința), Jimbor și Mercheașa. Băile Homorod (germană Honterusbad, maghiară Homoródfürdő sunt subordonate comunei. Aceste băi nu trebuie confundate cu Băile Homorod, Harghita, situate la o distață de 40 km nord-est.

## Demografie
Componența etnică a comunei Homorod
     Români (64,51%)
     Maghiari (19,69%)
     Romi (5,22%)
     Alte etnii (0,58%)
     Necunoscută (10%)
Componența confesională a comunei Homorod
     Ortodocși (64,29%)
     Evanghelici luterani (8,89%)
     Romano-catolici (5,09%)
     Unitarieni (2,65%)
     Reformați (2,52%)
     Penticostali (1,46%)
     Alte religii (4,87%)
     Necunoscută (10,22%)
Conform recensământului efectuat în 2021, populația comunei Homorod se ridică la 2.260 de locuitori, în creștere față de recensământul anterior din 2011, când fuseseră înregistrați 2.209 locuitori. Majoritatea locuitorilor sunt români (64,51%), cu minorități de maghiari (19,69%) și romi (5,22%), iar pentru 10% nu se cunoaște apartenența etnică. Din punct de vedere confesional, majoritatea locuitorilor sunt ortodocși (64,29%), cu minorități de evanghelici luterani (8,89%), romano-catolici (5,09%), unitarieni (2,65%), reformați (2,52%) și penticostali (1,46%), iar pentru 10,22% nu se cunoaște apartenența confesională.

## Politică și administrație
Comuna Homorod este administrată de un primar și un consiliu local compus din 11 consilieri. Primarul, Ștefan-Doru Șona[*], de la Partidul Social Democrat, este în funcție din octombrie 2020. Începând cu alegerile locale din 2024, consiliul local are următoarea componență pe partide politice:
|  | Partid                                 | Consilieri | Componența Consiliului | Componența Consiliului | Componența Consiliului | Componența Consiliului | Componența Consiliului | Componența Consiliului |
|  | -------------------------------------- | ---------- | ---------------------- | ---------------------- | ---------------------- | ---------------------- | ---------------------- | ---------------------- |
|  | Partidul Social Democrat               | 6          |                        |                        |                        |                        |                        |                        |
|  | Partidul Național Liberal              | 2          |                        |                        |                        |                        |                        |                        |
|  | Alianța pentru Unirea Românilor        | 2          |                        |                        |                        |                        |                        |                        |
|  | Uniunea Democrată Maghiară din România | 1          |                        |                        |                        |                        |                        |                        |

Comuna Homorod este administrată de un primar și un consiliu local compus din 11 consilieri. Primarul, Ștefan-Doru Șona[*], de la Partidul Social Democrat, este în funcție din octombrie 2020. Începând cu alegerile locale din 2024, consiliul local are următoarea componență pe partide politice:
|  | Partid                                 | Consilieri | Componența Consiliului | Componența Consiliului | Componența Consiliului | Componența Consiliului | Componența Consiliului | Componența Consiliului |
|  | -------------------------------------- | ---------- | ---------------------- | ---------------------- | ---------------------- | ---------------------- | ---------------------- | ---------------------- |
|  | Partidul Social Democrat               | 6          |                        |                        |                        |                        |                        |                        |
|  | Partidul Național Liberal              | 2          |                        |                        |                        |                        |                        |                        |
|  | Alianța pentru Unirea Românilor        | 2          |                        |                        |                        |                        |                        |                        |
|  | Uniunea Democrată Maghiară din România | 1          |                        |                        |                        |                        |                        |                        |

## Primarii comunei
- 1996[8] - 2000 - Pelei Marcel, Independent
- 2000[9] - 2004 - Pelei Marcel, de la APR
- 2004[10] - 2008 - Pelei Marcel, de la PD
- 2008[11] - 2012 - Pelei Marcel, de la PDL
- 2012[12] - 2016 - Pelei Marcel, de la PDL
- 2016[13] - 2020 - Pelei Marcel, de la PNL
- 2020[14] - 2024 - Șona Ștefan Doru, de la PSD

## Vezi și
- Biserica fortificată din Homorod
- Biserica evanghelică din Jimbor
- Biserica fortificată din Mercheașa
- Hârtibaciu Sud - Est (sit de importanță comunitară inclus în rețeaua ecologică europeană Natura 2000 în România).
- Dealurile Homoroadelor (arie de protecție specială avifaunistică, sit SPA).